# 556 Dywizja Piechoty (III Rzesza)
556 Dywizja Piechoty (niem. 556. Infanterie-Division)' – jedna z niemieckich dywizji piechoty. Utworzona w lutym 1940 roku jako dywizja pozycyjna (niem. Stellungs-Division) na tereny nad Górnym Renem przez XII Okręg Wojskowy. Podlegała XXXIII Korpusowi Armijnemu 7 Armii z Grupy Armii C. Rozwiązana w lipcu tego roku. Dowodził nią generał porucznik Kurt von Berg.

## Skład
- 628 pułk piechoty
- 629 pułk piechoty
- 630 pułk piechoty
- 556 batalion obserwacyjny
- jednostki dywizyjne